# Limontitán Grande
Limontitán Grande är en ort i Mexiko.   Den ligger i kommunen Hueytamalco och delstaten Puebla, i den sydöstra delen av landet, 200 km öster om huvudstaden Mexico City. Limontitán Grande ligger 536 meter över havet och antalet invånare är 548.
Terrängen runt Limontitán Grande är huvudsakligen kuperad, men åt nordväst är den platt. Runt Limontitán Grande är det ganska tätbefolkat, med 248 invånare per kvadratkilometer. Närmaste större samhälle är Tlapacoyan, 7,7 km öster om Limontitán Grande. I omgivningarna runt Limontitán Grande växer huvudsakligen savannskog.